# Wuling Hongguang Mini EV
Wuling Hongguang Mini EV — електричний міський автомобіль, що виробляється компанією SAIC-GM-Wuling з 2020 року.  
Роздрібні поставки в Китаї почалися в липні 2020 року. Станом на лютий 2023 року глобальні продажі з моменту створення 
перевищили 1,1 мільйона одиниць, і Mini EV став найбільш продаваним електромобілем в Китаї. 

## Перше покоління (з 2020)

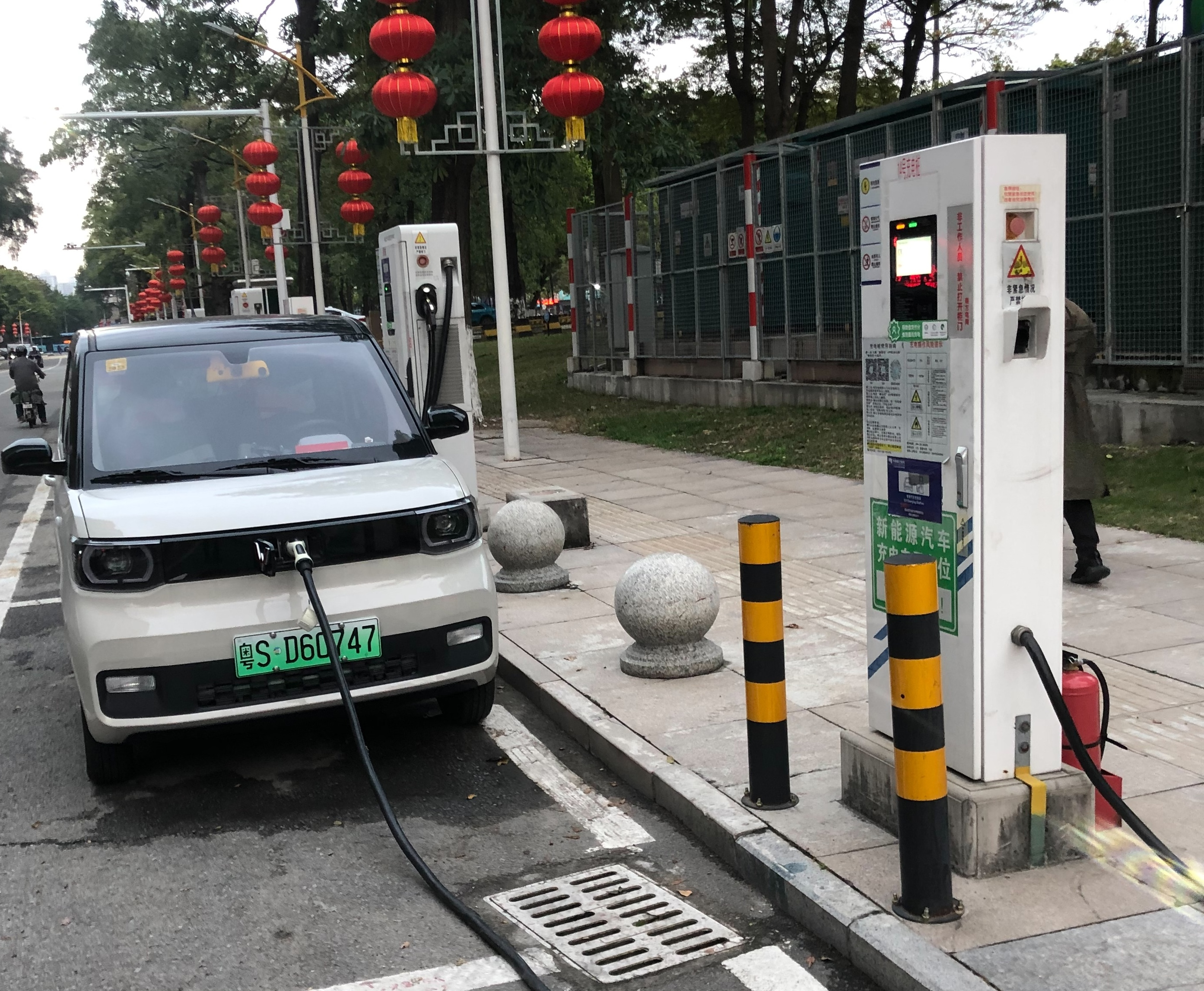
Mini EV під час заряджання

Mini EV вміщує чотирьох осіб і має стандартні функції, включаючи кондиціонер, електричні склопідйомники, стереосистему, багажне відділення та відділення. Стандартні засоби безпеки Mini EV включають антиблокувальну систему гальм, датчики контролю тиску в шинах і задні датчики паркування. Ранні моделі не мали подушки безпеки для водія, але пізніші моделі, такі як Mini EV Macaron, включають цю функцію в стандартну комплектацію.
Потужність виробляється електродвигуном із максимальною потужністю 20 кВт (27 к.с.) і 85 Н·м крутного моменту із заднім приводом, що розганяє автомобіль до заявленої максимальної швидкості 100 км/год. Mini EV оснащено батареєю ємністю 9,2 кВт/год , що забезпечує запас ходу за стандартом NEDC 120 км, або акумулятором ємністю 13,8 кВт/год, який забезпечує запас ходу за стандартом NEDC 170 км.  Виходячи з їздового циклу NEDC, орієнтовне споживання енергії Mini EV становить 8,1 кВт/год/100 км. 
У 2022 році планується випуск моделі на 26,5 кВт/год з орієнтовним запасом ходу в 280 кілометрів (CLTC), додатковим потужнішим двигуном на 30 кВт (41 к.с.) і покращеним салоном. 

У 2020 році Mini EV мав ціну від 4162 доларів США до 5607 доларів США за максимальну модель, що зробило його найдешевшим електромобілем у Китаї.  Автомобіль став культовим у Китаї, власники якого часто модифікували свої автомобілі.  Його популярність порівнюють з популярністю кей-карів у Японії. Він мав такий успіх, що надихнув низку наслідувачів та конкурентів, включаючи Chery QQ Ice Cream, Fengon Mini EV,  Geely Panda Mini EV та BAW Yuanbao.

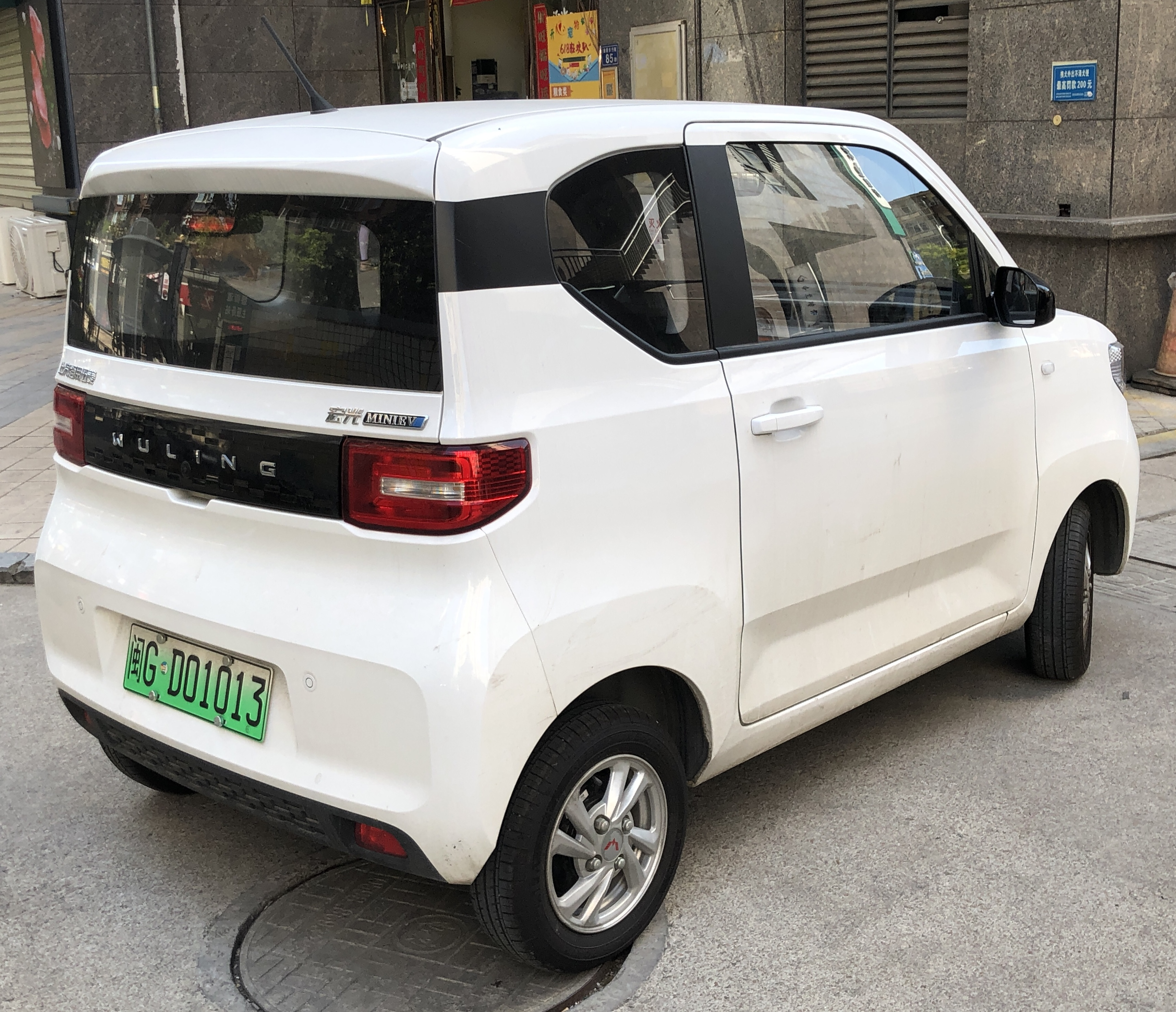
Вид ззаду
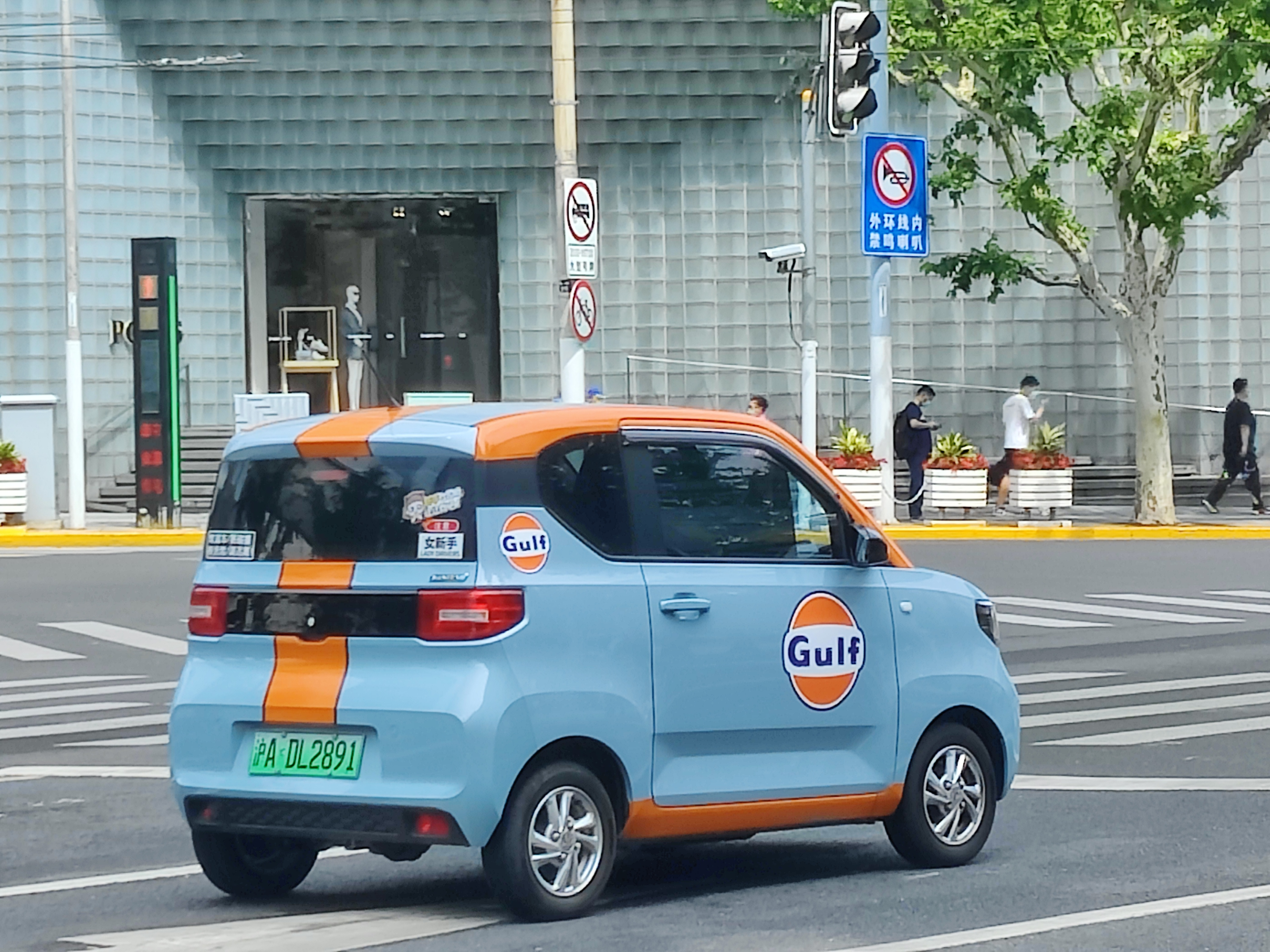
Модифікований Mini EV в лівреї Gulf
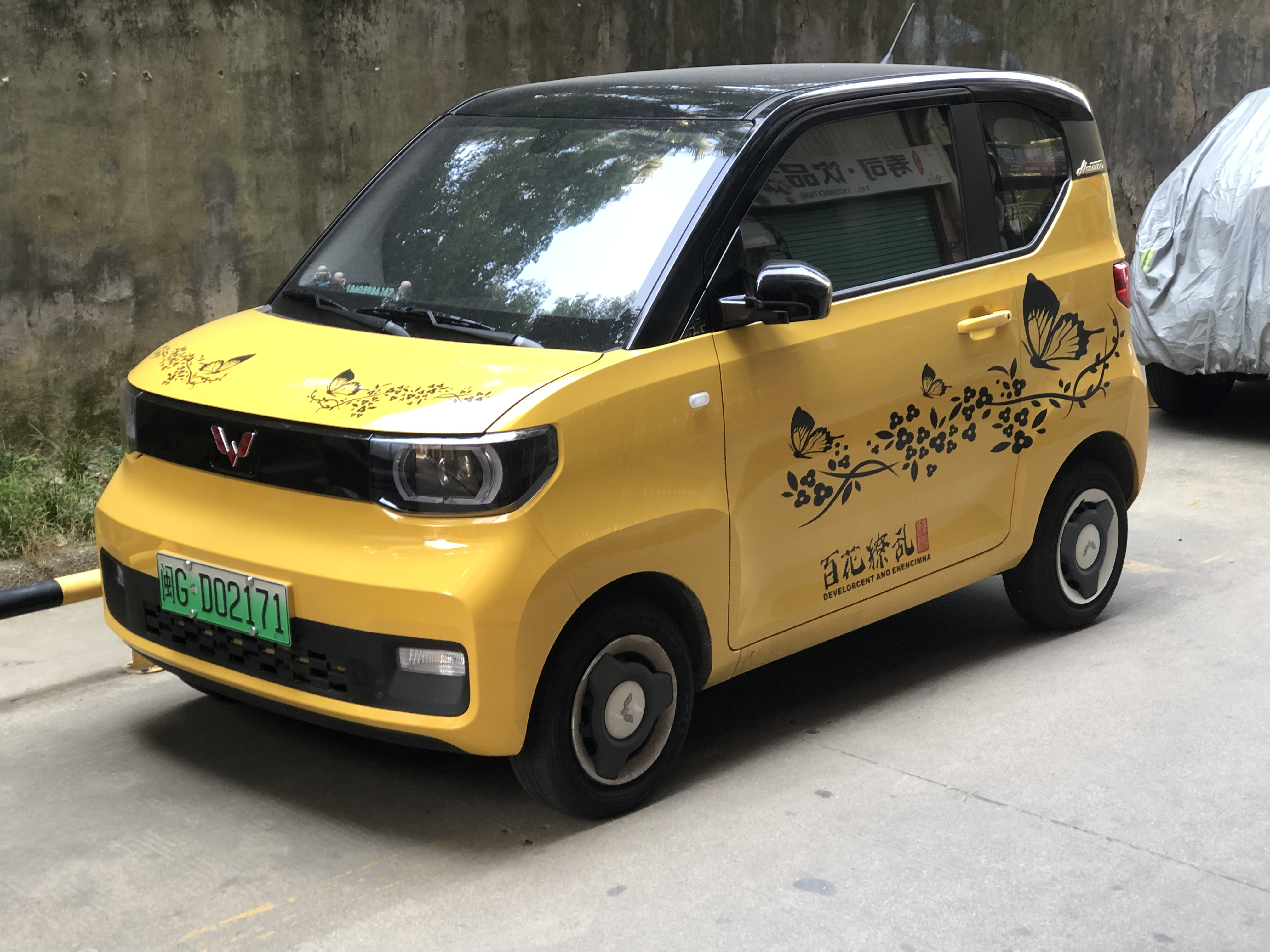
Модифікований Mini EV Macaron

### Mini EV Macaron
SAIC-GM-Wuling представила варіант звичайного Mini EV під назвою Mini EV Macaron у квітні 2021 року. Macaron — це індивідуальна версія, яка доступна з трьома ексклюзивними кольорами фарби та більшою кількістю стандартних функцій. Macaron продається як більш преміальний та персоналізований варіант із оновленими затемненими світлодіодними фарами, двоколірними легкосплавними дисками та ексклюзивними кольорами кузова. Кольори: авокадо-зелений, лимонно-жовтий і біло-персиково-рожевий.  Macaron також отримав більше обладнання для безпеки порівняно з попереднім базовим рівнем комплектації, включаючи попередження про пішоходів на низькій швидкості, камеру заднього виду з ехолотом заднього паркування та подушку безпеки з боку водія. 

Macaron оснащений невеликим електродвигуном, який генерує потужність 27 к.с. і 85 Н⋅м  крутного моменту порівняно з попередньою базовою комплектацією, але запас ходу залишається незмінним. 

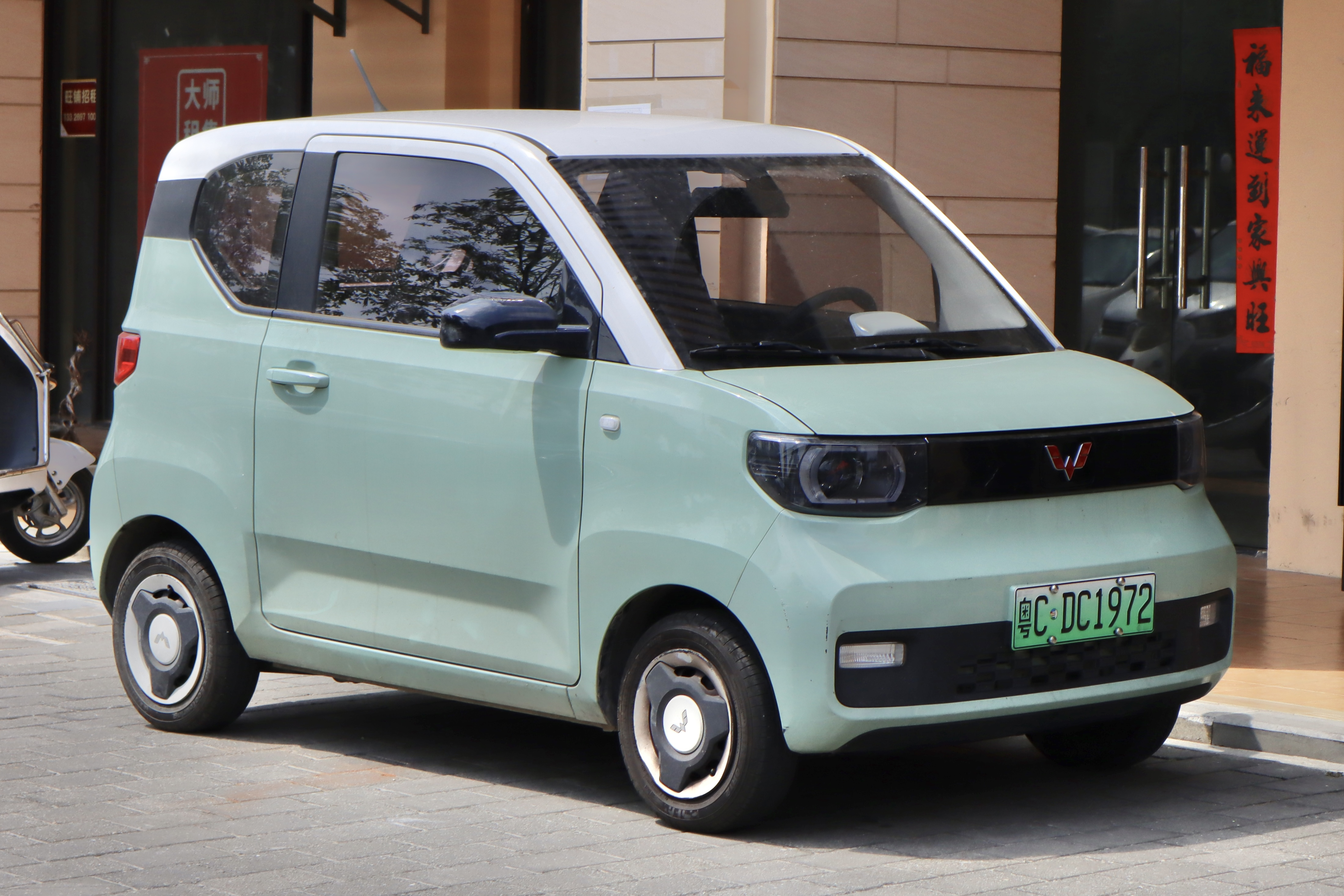
Вид спереду
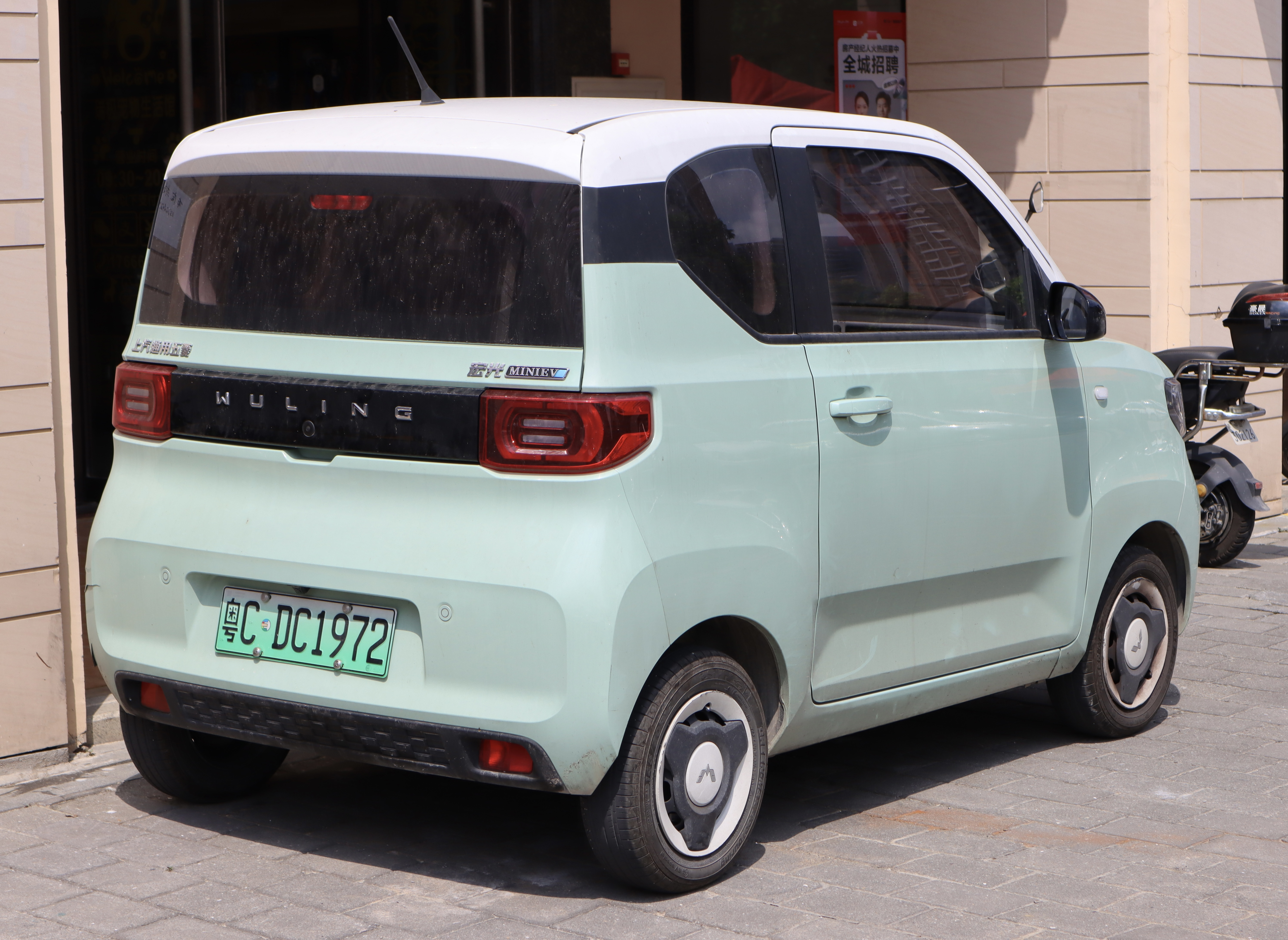
Вид ззаду
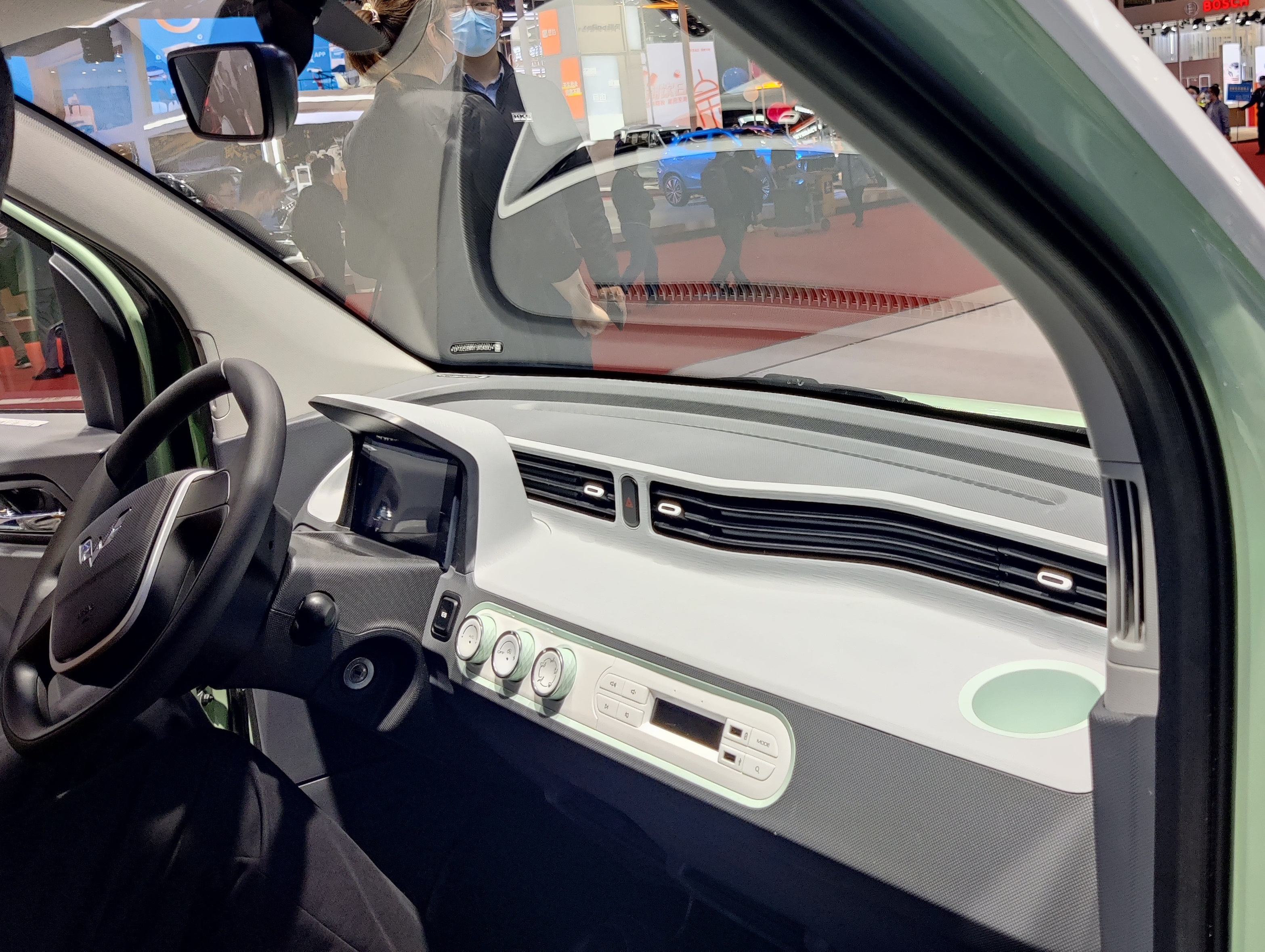
Інтер’єр
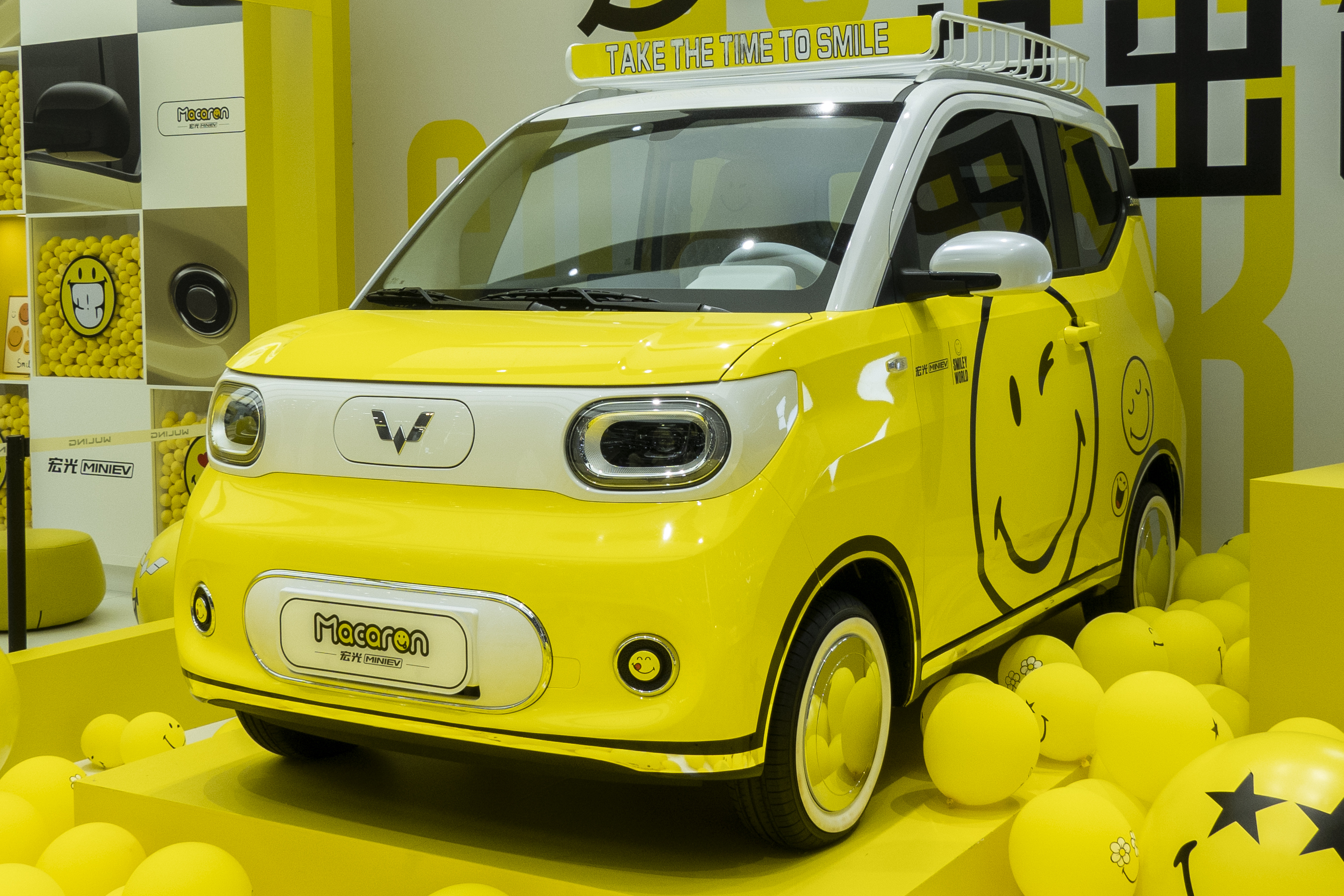
Рестайлінг 2023
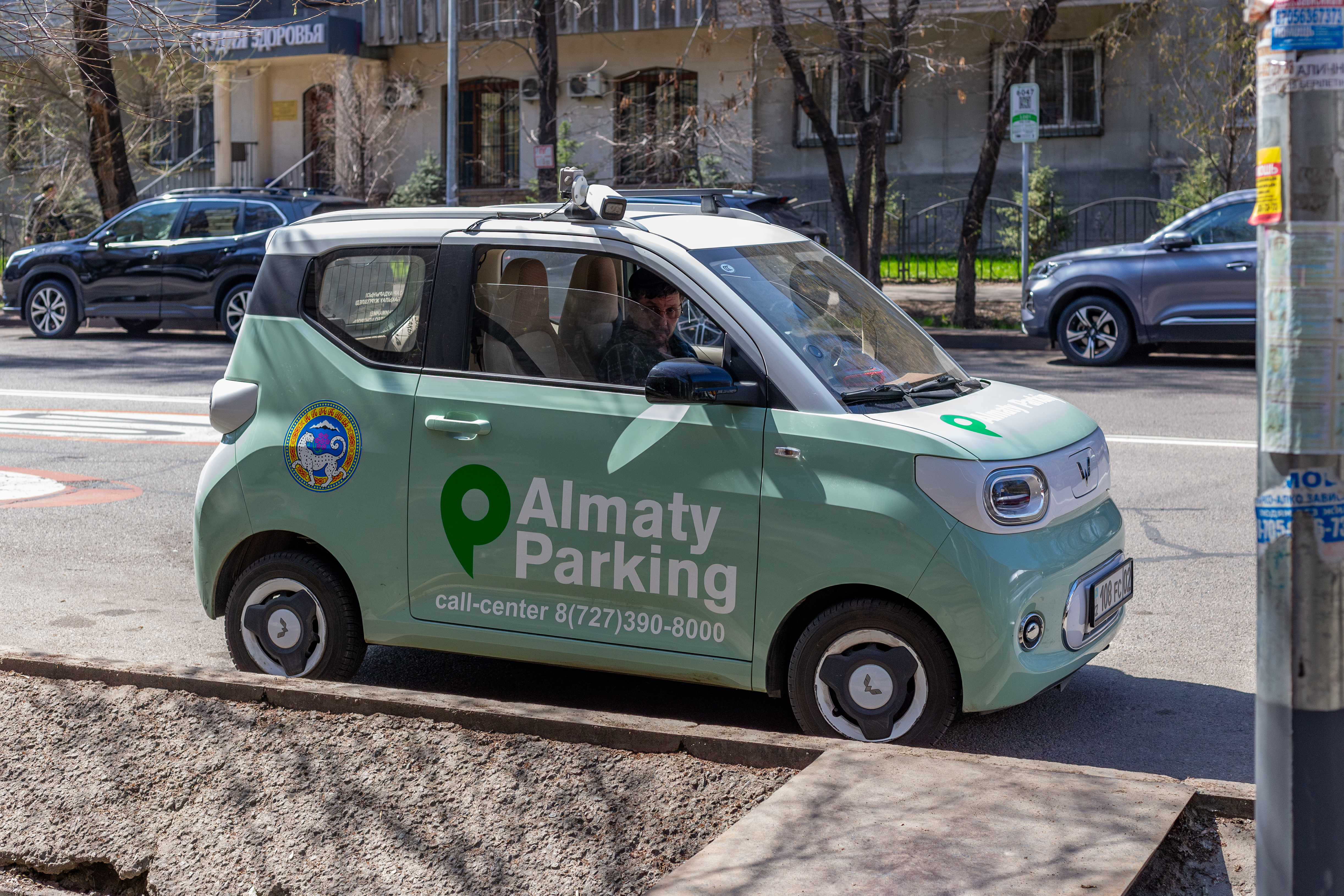
Mini EV Macaron паркувальної служби (Алмати, Казахстан)

### FreZe Nikrob
У 2021 році литовська компанія Nikrob UAB анонсувала перейменовану версію Mini EV під назвою FreZe Nikrob зі складаним кузовом у Вільнюсі, Литва. 

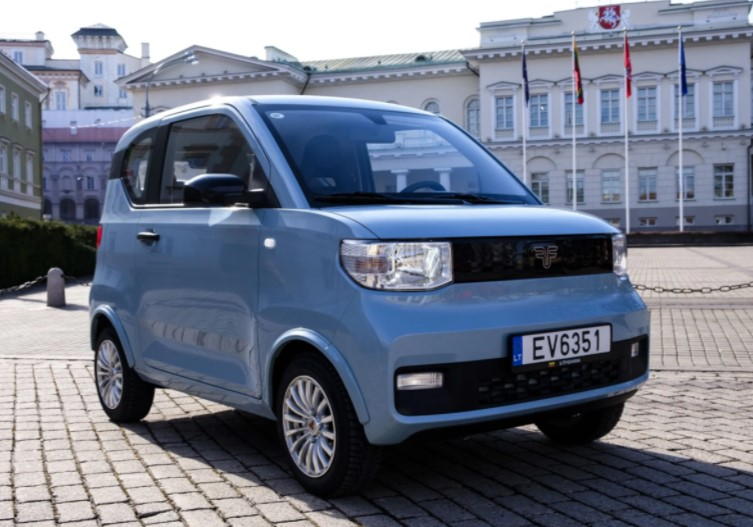
Вид спереду
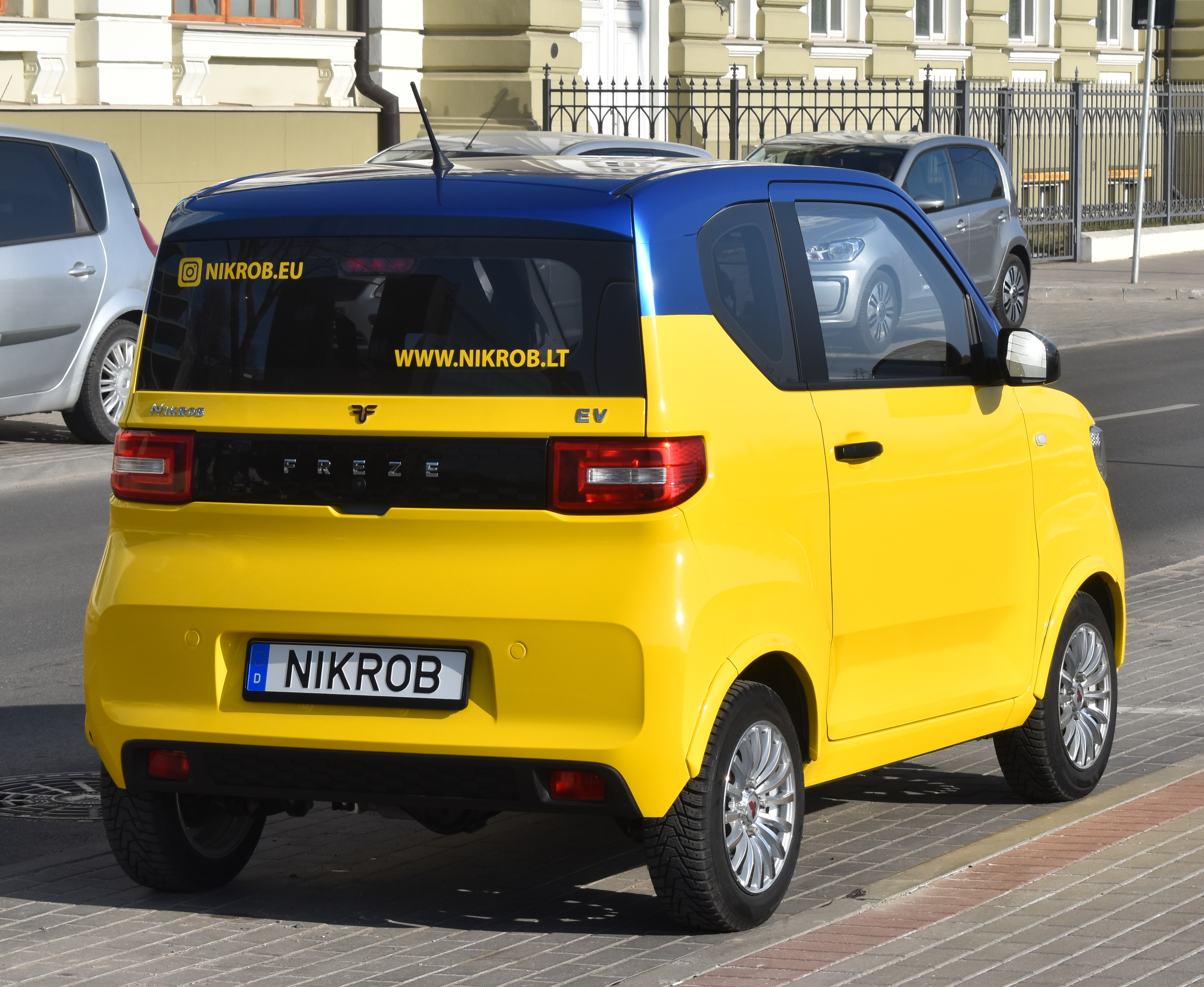
Вид ззаду
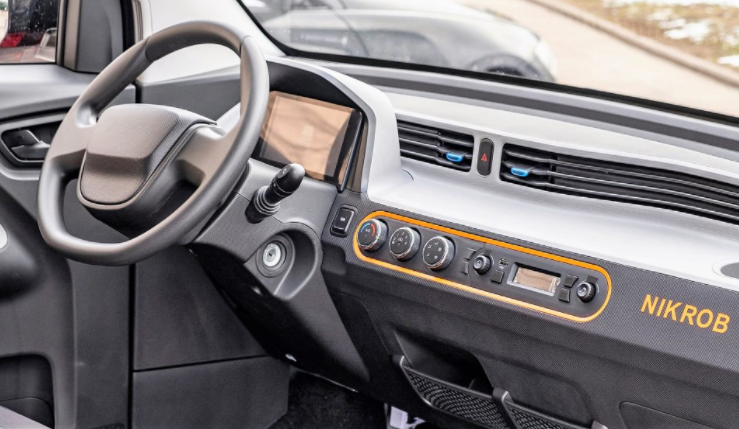
Інтер’єр

### Rainwoll RW10
У 2023 році турецька компанія Rainwoll анонсувала перейменовану версію Mini EV під назвою Rainwoll RW10. Вона продається у 3 комплектаціях: Basic, Comfort та Macaron.

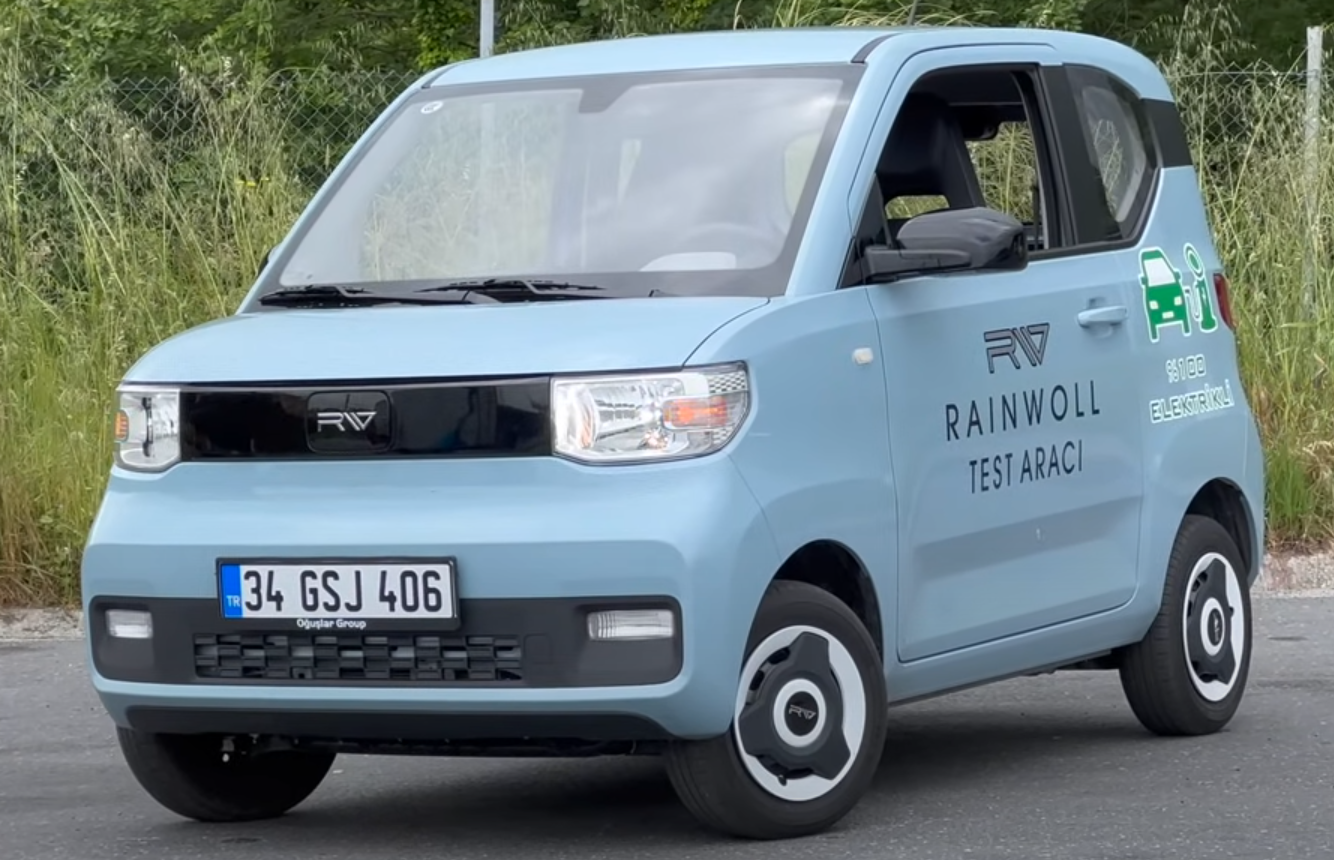
Вид спереду
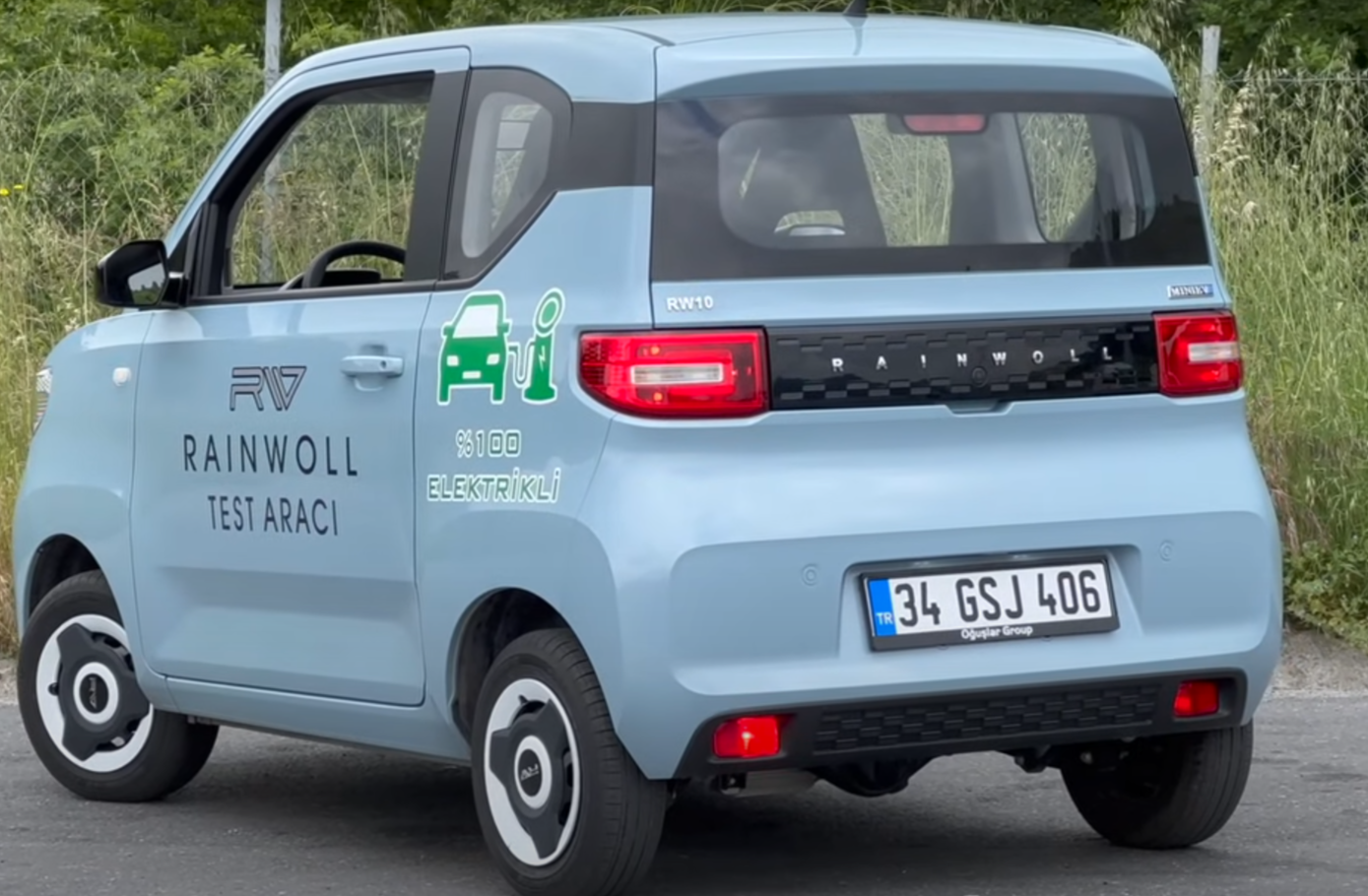
Вид ззаду

### Mini EV GameBoy Edition (2022)
Mini EV GameBoy Edition був представлений у березні 2022 року.  Його екстер’єр було повністю оновлено зі збільшенням розмірів, тоді як потужність залишилася незмінною та перенесена зі стандартного Mini EV, який виробляє 27 к.с. і 85 Н⋅м або 40 к.с. і 110 Н⋅м у поєднанні з акумулятором ємністю 9,2, 13,9 або 25,5 кВт-год. 

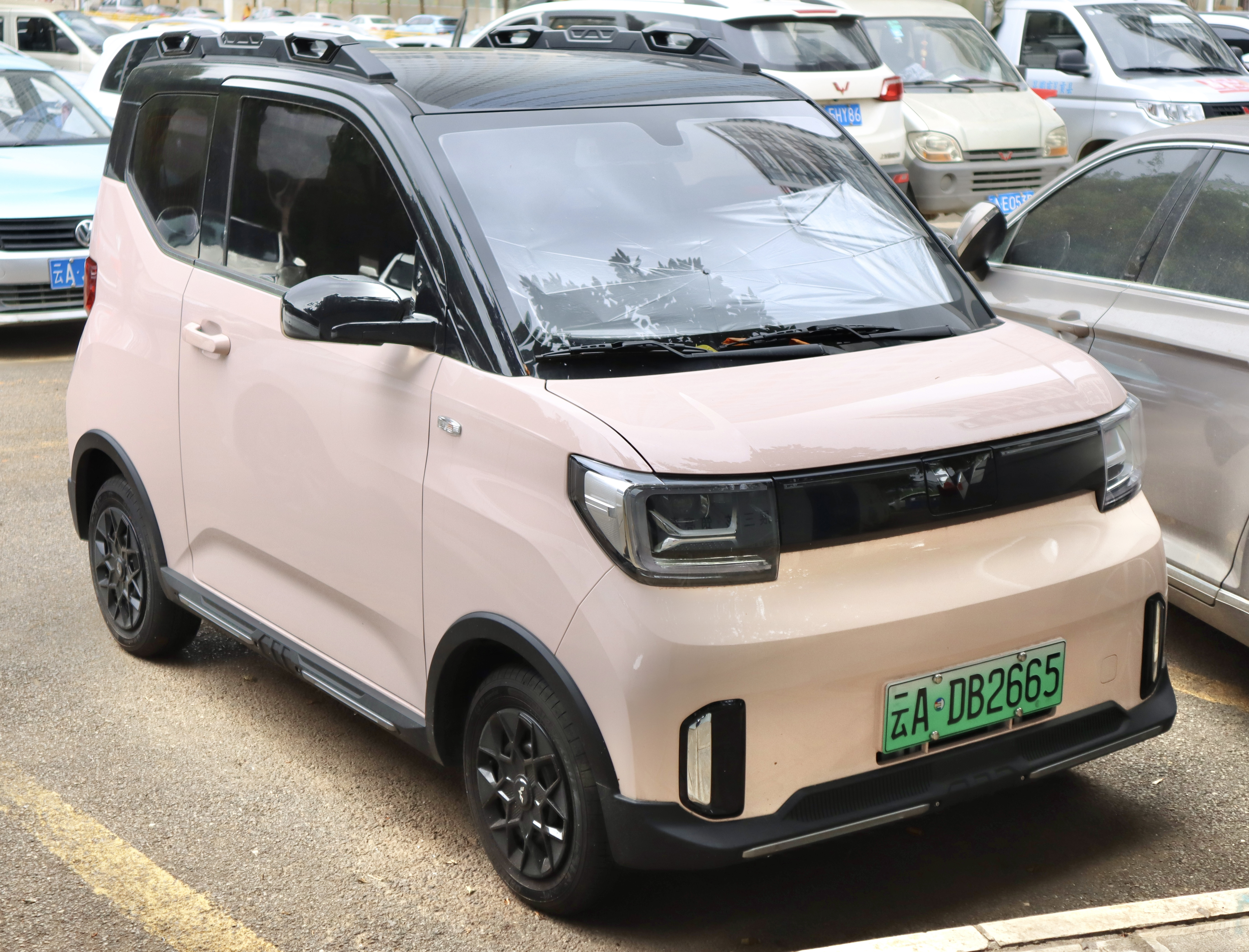
Вид спереду
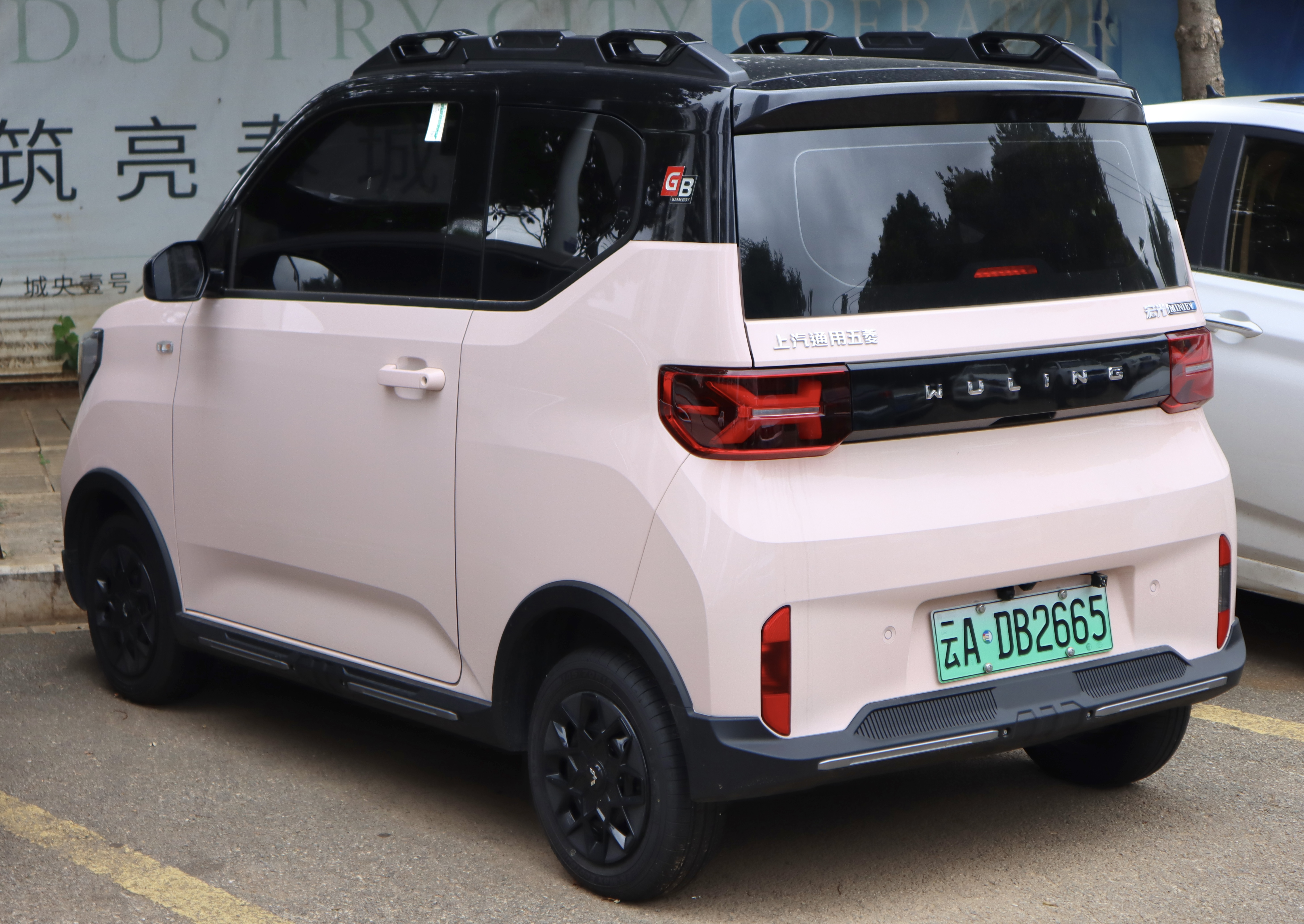
Вид ззаду
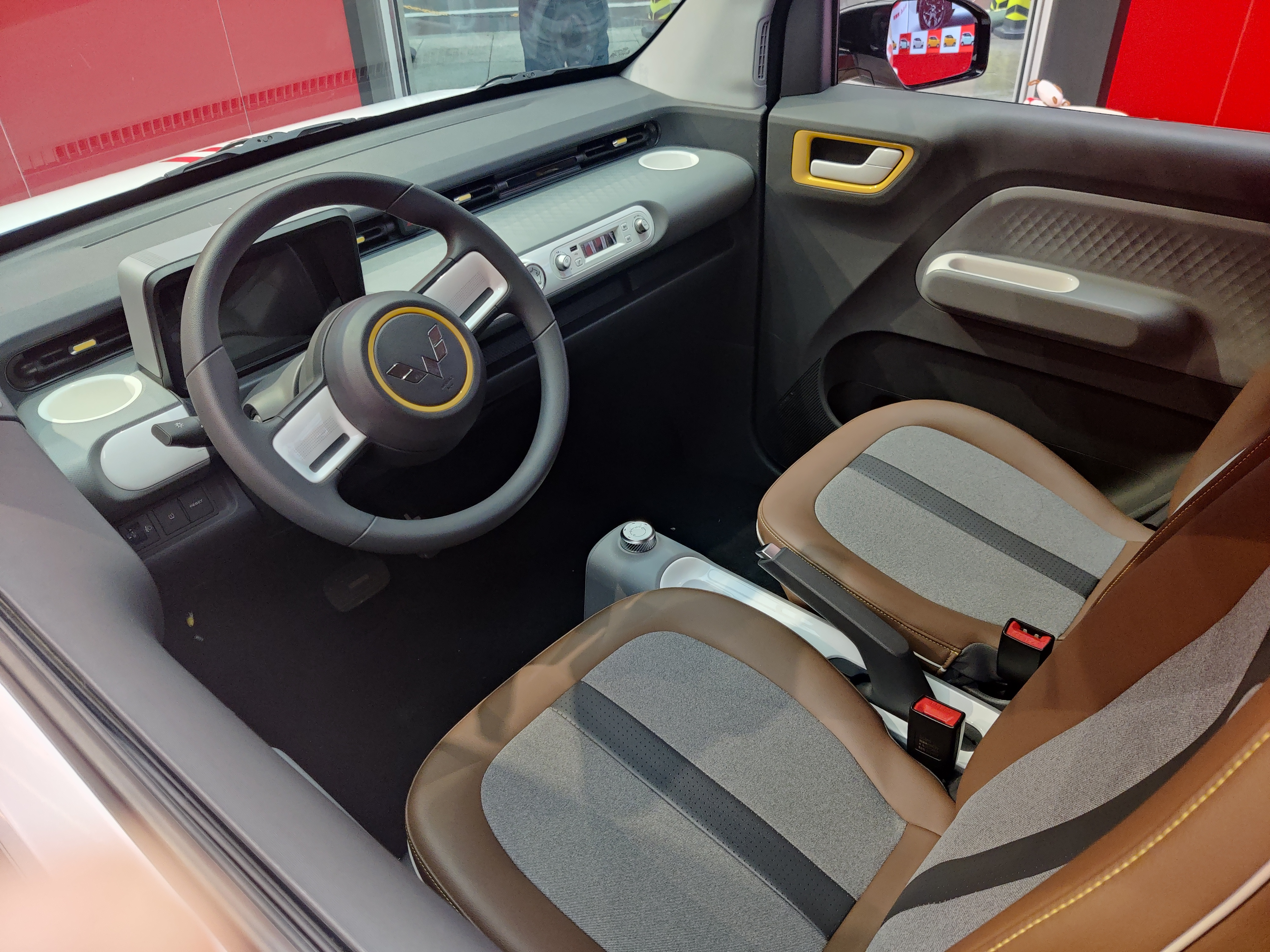
Інтер’єр

### Mini EV Cabrio
Концептуальний кабріолет Mini EV під назвою Mini EV Cabrio зі складним м’яким верхом був представлений під час Шанхайського автошоу 2021 року з дизайном кузова автомобіля на основі Mini EV Macaron. Дизайн кузова серійної версії автомобіля базується на Mini EV GameBoy Edition і був запущений у вересні 2022 року. 

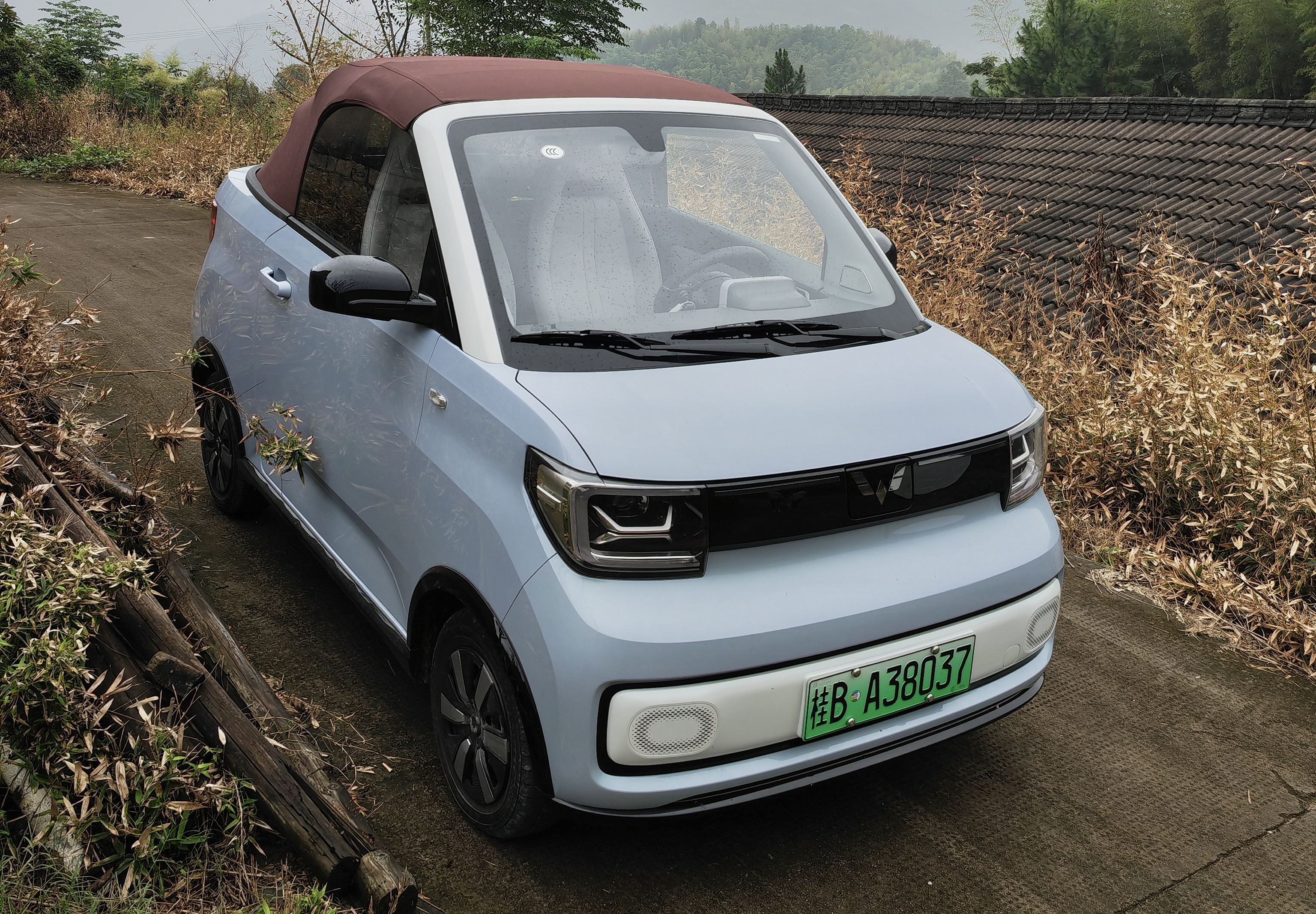
Вид спереду
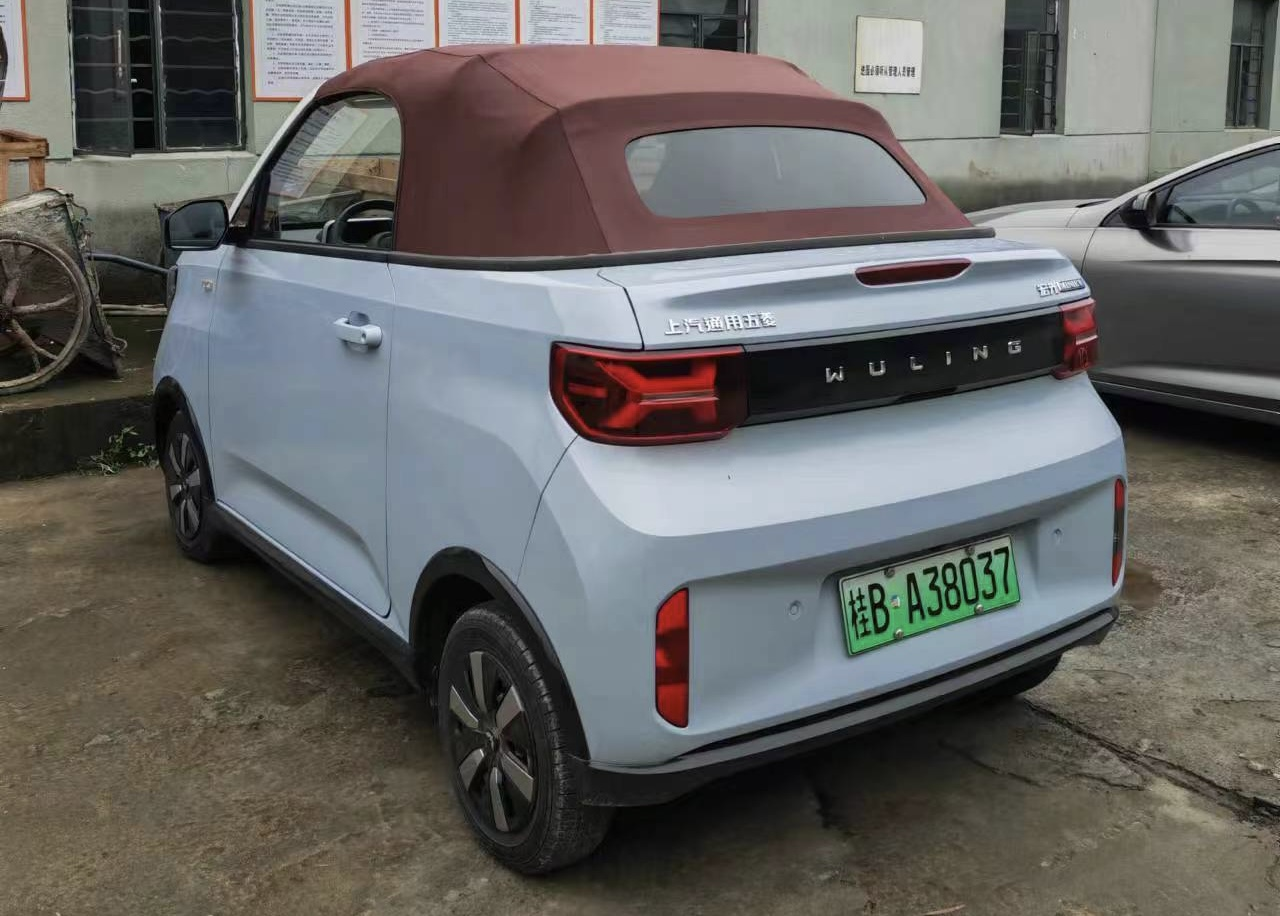
Вид ззаду
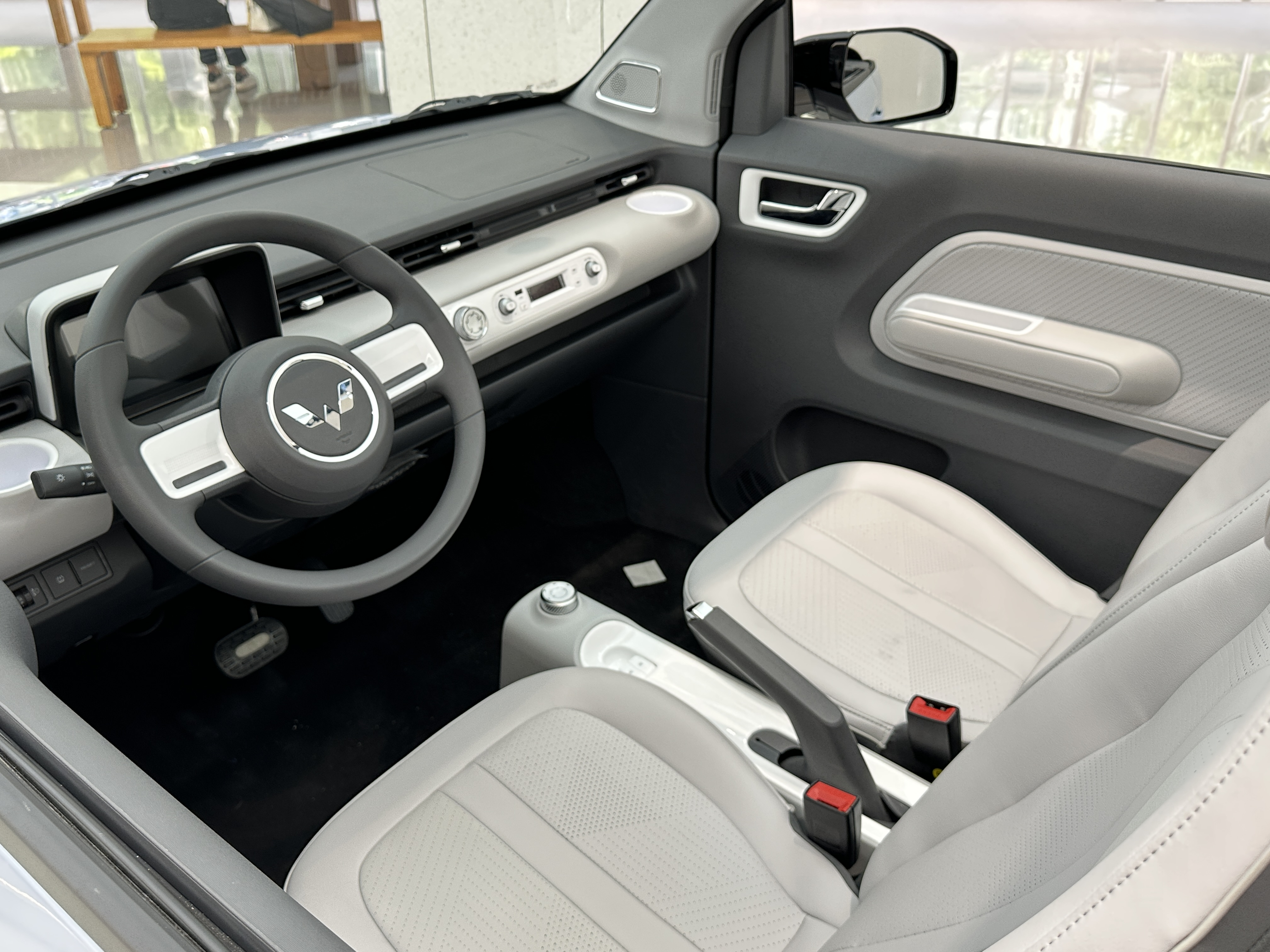
Інтер’єр
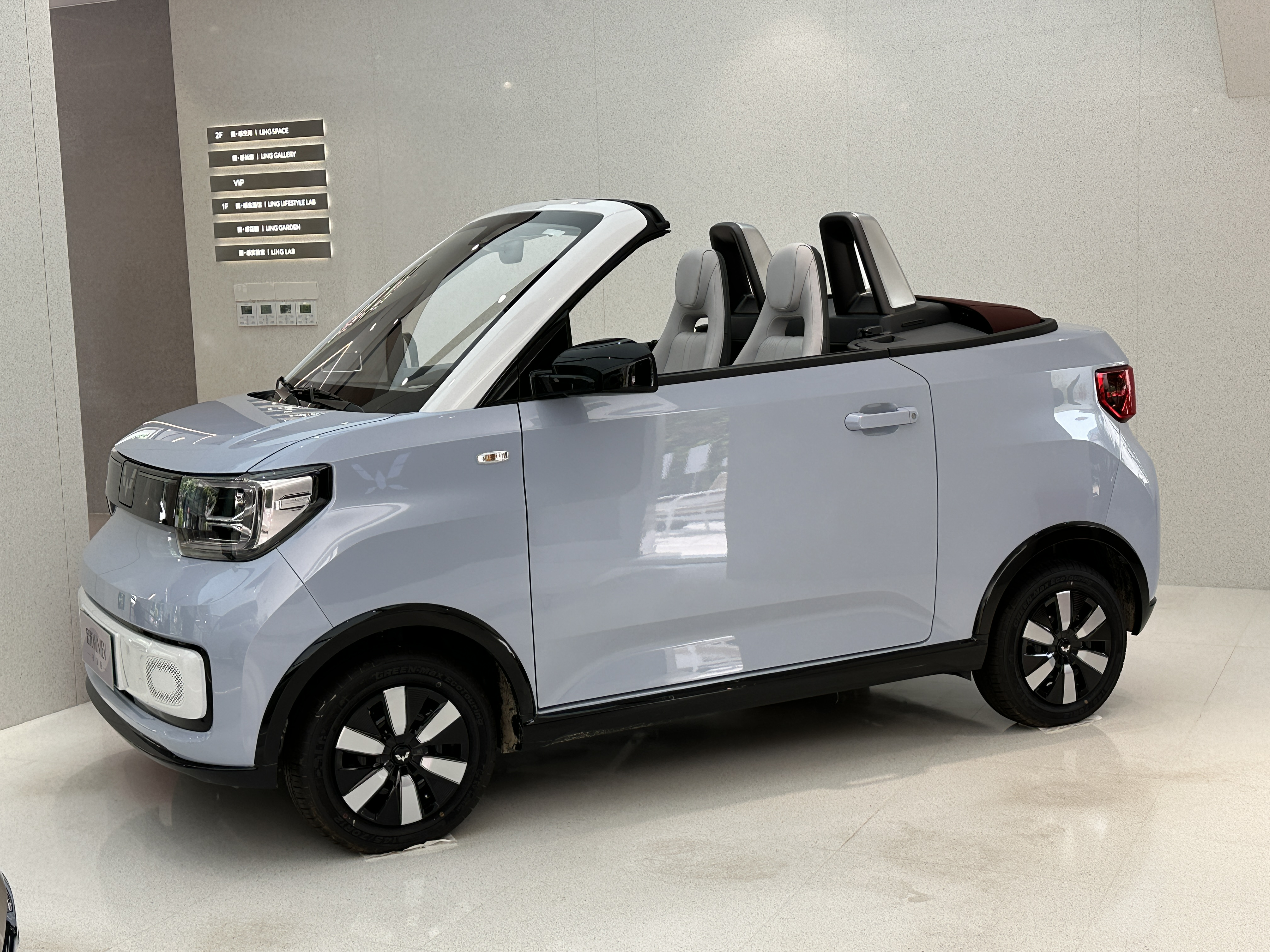
Відкритий дах

## Друге покоління (з 2025)
Друге покоління Wuling Hongguang Mini EV було представлено у грудні 2024 року, також доступна 5-дверна версія.  
Hongguang Mini EV другого покоління значно більший за перше покоління. Як тридверна, так і п'ятидверна версії мають однакові розміри: 3256 мм завдовжки, 1510 мм завширшки та 1578 мм заввишки. Колісна база, тим часом, становить 2190 мм. Мінімальний радіус повороту становить лише 4,5 метра.
Покупці можуть вибрати один із трьох кольорів, що анонсуються як «фантазійний Haute Couture», а саме: Bubble Green (зелений), Puffed Blue (пухнастий синій) та Sweet Coffee (солодка кава). 

Він побудований на новій платформі Tianyu S.  Живлення забезпечується заднім електродвигуном максимальною потужністю 30 кВт (40 к.с.), що працює в парі з літій-залізофосфатним акумулятором ємністю 16,2 кВт·год. Максимальна швидкість становить 100 км/год, а запас ходу на CLTC — 205 км. Крім того, підтримується як швидка зарядка постійним струмом, так і повільна зарядка змінним струмом. У режимі швидкої зарядки час зарядки від 30% до 80% становить 35 хвилин, тоді як повільна зарядка від 20% до 100% займає 4,8 години.

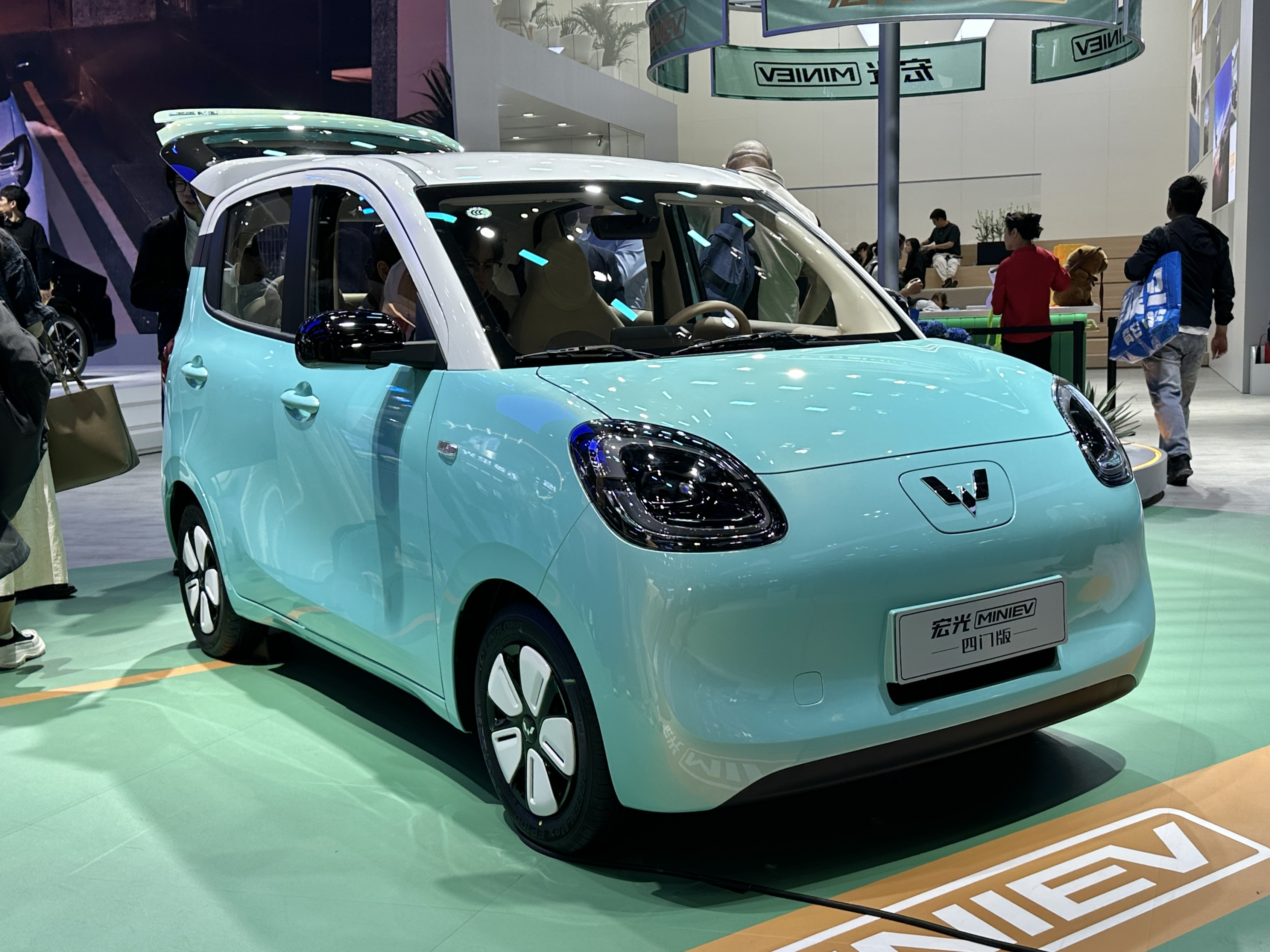
Вид спереду (п’ятидверна версія, Bubble Green)
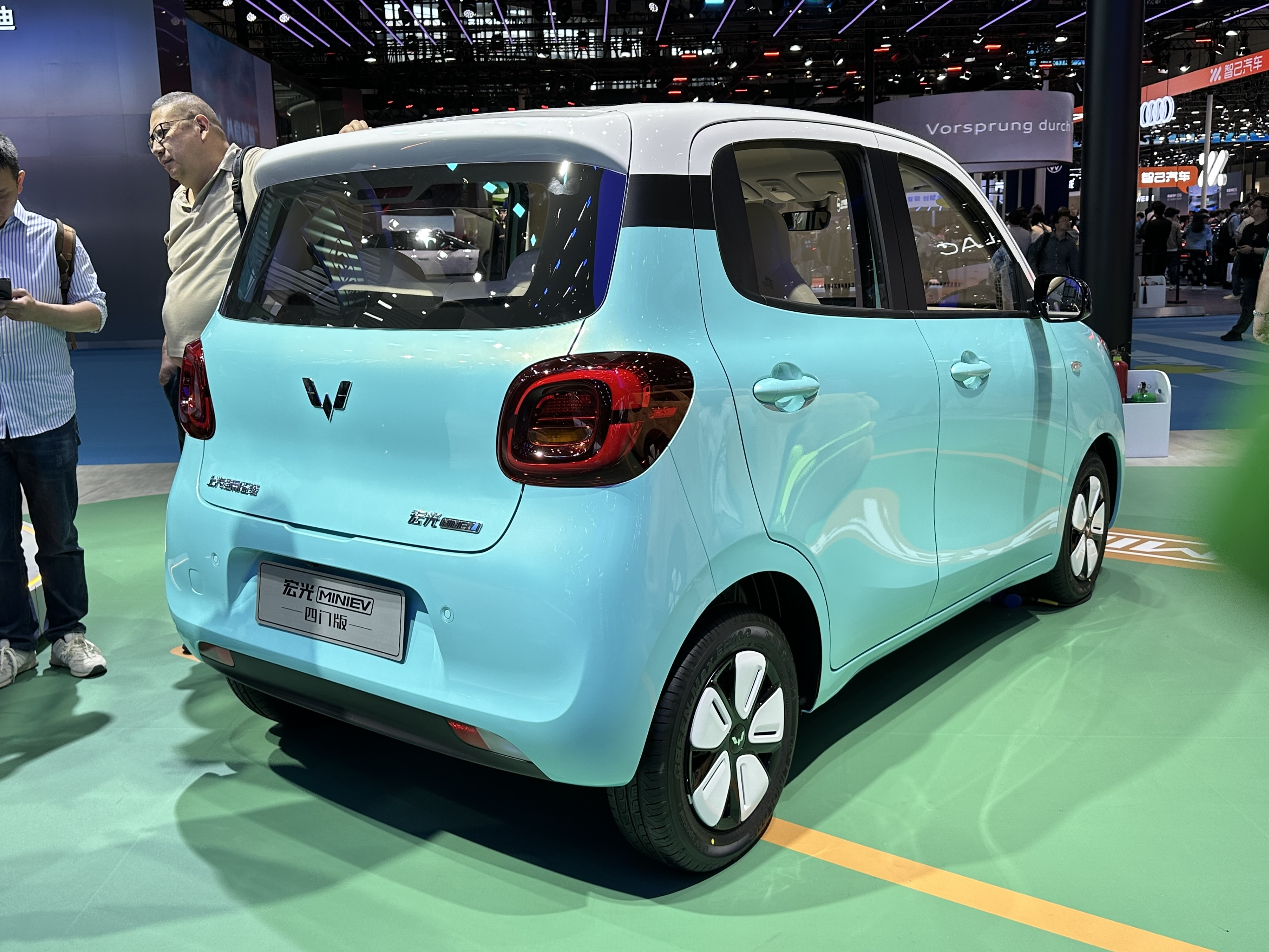
Вид ззаду
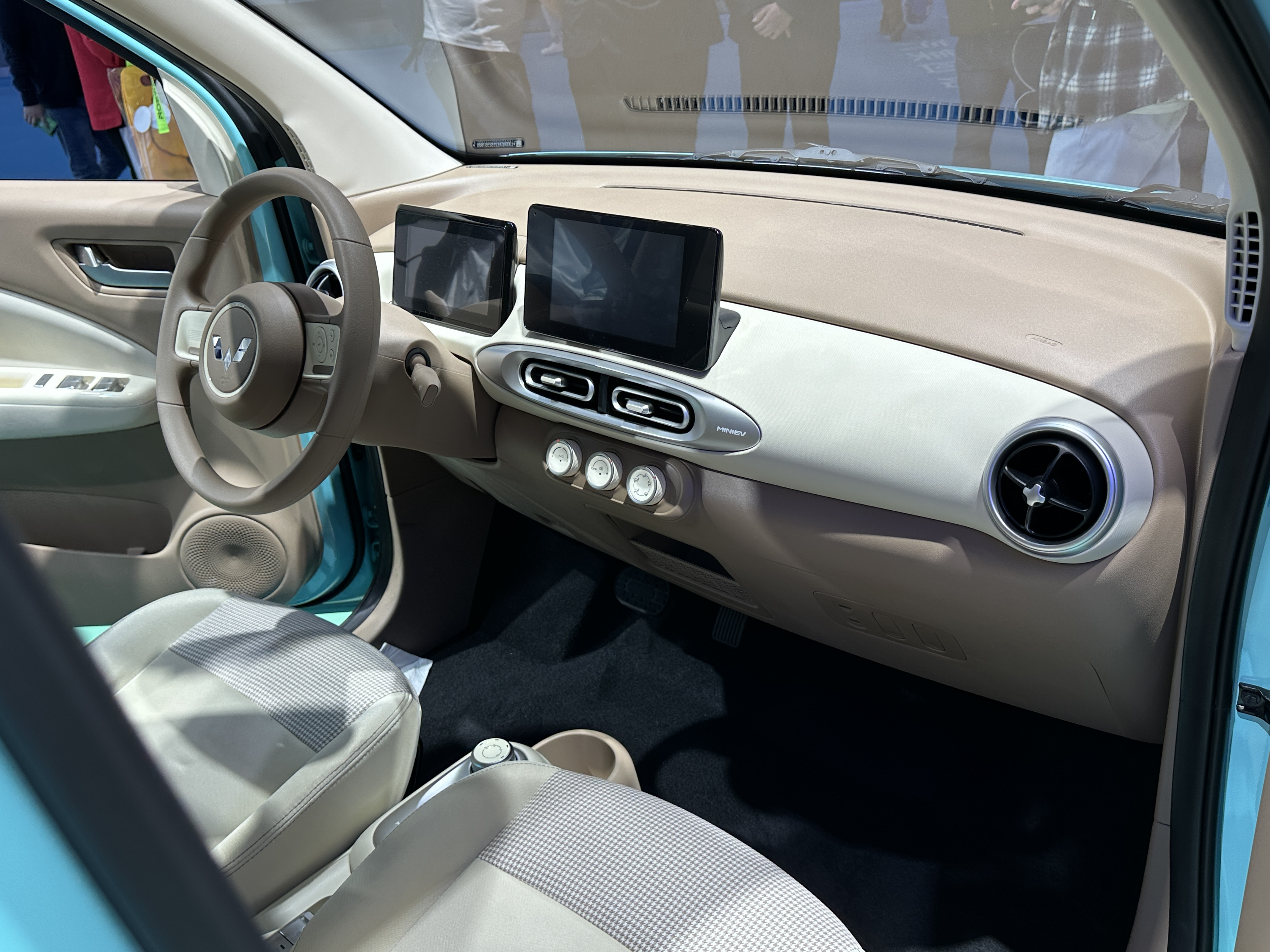
Інтер‘єр

## Продажі
За шість місяців на ринку Mini EV було продано 119 255 одиниць у 2020 році, і він став другим у Китаї та світі другим найпопулярнішим електромобілем після Tesla Model 3. 
У січні 2021 року, за даними Китайської асоціації легкових автомобілів (CPCA), Mini EV перевищив продажі нових електромобілів з 25 778 одиницями, порівняно з Tesla Model 3 з 13 843 одиницями, проданими в Китаї.
У січні 2021 року Mini EV став найбільш продаваним електромобілем.
| рік  | Китай   |
| ---- | ------- |
| 2020 | 127 651 |
| 2021 | 395 451 |
| 2022 | 404 823 |
| 2023 | 237 863 |
| 2024 | 261,141 |